# Bikáa
Bikáa (arabsky: وادي البقاع Wádí al-Biqae), též Bekáa nebo Beqaa, je úrodné údolí ve východním Libanonu. Již za Římské říše bylo toto údolí hlavní zemědělskou oblastí, kterou zůstává i v rámci dnešního Libanonu. Rozkládá se zhruba 30 kilometrů východně od Bejrútu mezi pohořím Libanon na západě a Antilibanon na východě. Jedná se o nejseverovýchodnější část Velké příkopové propadliny, která se táhne od Sýrie přes Rudé moře až do Afriky. Údolí je na 120 kilometrů dlouhé a v průměru je 16 kilometrů široké. Má vlhké středozemní klima se suchými teplými léty. Zejména v severní části je úhrn srážek nižší (230 mm) v důsledku srážkového stínu pohoří Libanon. V centrální části je přitom úhrn srážek na 610 mm. Od 1. století př. n. l. se v údolí pěstovalo obilí pro římské provincie v Levantě. V současnosti údolí představuje 40 % libanonské orné půdy. Půdy v severní části nejsou tolik úrodné a proto je tato část využívána pro pastevectví. V jižnější části se pěstuje pšenice, kukuřice, bavlna a zelenina, nachází se zde ale i vinice a sady.